# Supercoppa del Kosovo 2016
La 23ª edizione della Supercoppa del Kosovo si è svolta il 12 agosto 2016 allo stadio Shahin Haxhiislami di Pejë tra il Feronikeli, vincitore della Superliga e Futbollit të Kosovës 2015-2016, e il Prishtina, vincitore della coppa nazionale.
Il Prishtina ha conquistato il trofeo per la nona volta nella sua storia.

## Tabellino
| Pejë 13 agosto 2016                                                         | Feronikeli | 1 – 2 referto           | Prishtina | Stadio Shahin Haxhiislami |
| \| \| \| \| \| Maliqi 40’ (rig.) \| Marcatori \| 35’ Krasniqi 73’ Januzi \| |            |                         |           |                           |
|                                                                             |            |                         |           |                           |
| Maliqi 40’ (rig.)                                                           | Marcatori  | 35’ Krasniqi 73’ Januzi |           |                           |